# Narcoterrorisme
El narcoterrorisme és el seguit d'accions violentes que cometen els grans càrtels del narcotràfic després primer a l'Estat de Colòmbia i després a altres països llatinoamericans, quan els poders públics van augmentar la persecució del crim organitzat.
El terme va ser encunyat pel president Fernando Belaúnde Terry el 1983 i se sol aplicar a les accions de les Forces Armades Revolucionàries de Colòmbia (FARC) i altres entitats similars d'Amèrica Llatina. Els grups que haurien practicat narcoterrorisme tenen escamots que actuen com un paraexèrcit o una guerrilla, a diferència d'altres accions violentes de traficants i màfies o de sospitosos de terrorisme que aprofiten els ingressos extres provinent de la droga.
El terme va perdre precisió i esdevé problemàtic ja que suggereix una «relació simbiòtica» entre narcotraficants i terroristes que rarament es confirma amb proves, com demostren els estudis de casos del Perú, l'Afganistan, Mali i Mèxic. El terme narcoterrorisme desvia l'atenció d'altres qüestions importants, com ara la corrupció, els abusos estatals, el tràfic d'armes, el tràfic de persones i altres tipus de crim organitzat i violència. L'acusació del govern de Trump contra el president Nicolás Maduro com a narcoterrorista va ser més una qüestió política amb poc o gaire proves: és difícil imaginar com un estat com Venezuela que no produeix cap cocaina podria «afeblir els Estats Units submergint-les de cocaina barrata, utilitzat, no pas com mercaderia, sinó com a «arma».